# Albert-Joseph van Arberg

Alliantiewapen
Arberg Cortenbach

Albert-Joseph van Arberg (1655-1726) was een jongere broer van Antoine Udalrique van Arberg en de zoon van rijksgraaf Nicolaas van Arberg en van Olymphe Thérèse Margerite Hypolite de Grave. 
Hij werd heer van Helmond door te trouwen met Isabelle Félicité van Cortenbach de dochter van Emond van Cortenbach en Cecile Isabelle Gonzaga. Zij was erfdochter van Helmond geworden, na het overlijden van haar moeder. Bij het huwelijk op 9 mei 1688, enkele dagen na het overlijden van haar moeder, was hij 33 jaar terwijl zij net de leeftijd van 10 jaar had bereikt. Bij die gelegenheid werd een paneel geschilderd waarin de wapenschilden van de van Cortenbachs en de van Arbergs verstrengeld waren.
Op 24 juni 1691 werd hij ingehuldigd als heer van Helmond. 
Het echtpaar kreeg twee zonen:
- Maximiliaan Nicolaas Edmond Joseph van Arberg deze kreeg, voor zijn huwelijk in 1715, de heerlijkheid toegewezen als huwelijksgeschenk. Hij werd daarin pas bevestigd in 1720.
- Karel Antoine van Arberg graaf van Arberg, generaal bij de artillerie en kolonel van een regiment Walen, overleden te Brussel op 5 februari 1768. Hij was ridder was van de orde van Maria Theresia. Karel trouwde (1) met Marie Gabrielle de Gallo de Salamanca y Lima gravin van Dion-le-Mont van Noirmont overleden te Roermond op 28 februari 1748. Trouwde (2) op 11 oktober 1762 met Philippine Charlotte gravin van den Berghe de Limminghe, de dochter van Frans Joseph heer van Nieuw-Capelle en van Eleonore O'Brien O'Lonergain van Ierland.

Albert-Joseph en Isabelle bewoonden vooral sinds 1691 regelmatig het kasteel. Het moet gezegd dat de van Arbergs de Franse taal spraken en het Nederlands niet machtig waren. De heer verzette zich daarom tegen de benoeming van een nieuwe pastoor, daar die de Franse taal niet machtig was, wat moeilijkheden bij het biechten (!) zou kunnen opleveren.